# Артемовське сільське поселення
Артемовське сільське поселення — муніципальне утворення в Октябрському районі Ростовської області Росія.
Адміністративний центр поселення — селище Новокадамово.
Населення — 4697 осіб (2010 рік).
Артемовське сільське поселення розташовано на півночі Октябрського району на північних підступах міста Шахти у долині Грушівки та її лівої притоки Кадамовки, за виключенням Рівнинного, що лежить на північному сході поселення у сточищі Кундрючою.

## Адміністративний устрій
До складу Артемівського сільського поселення входять:
- селище Новокадамово — 1562 особи (2010 рік);
- селище Атюхта — 297 осіб (2010 рік);
- селище Качкан — 729 осіб (2010 рік);
- селище Рівнинний - 338 осіб (2010 рік);
- хутір Верхня Кадамовка — 291 осіб (2010 рік);
- хутір Кіреєвка — 1072 осіб (2010 рік);
- хутір Нова Бахмутовка — 408 осіб (2010 рік).